# Pterocarpus
Pterocarpus är ett släkte av ärtväxter. Pterocarpus ingår i familjen ärtväxter.

## Bildgalleri

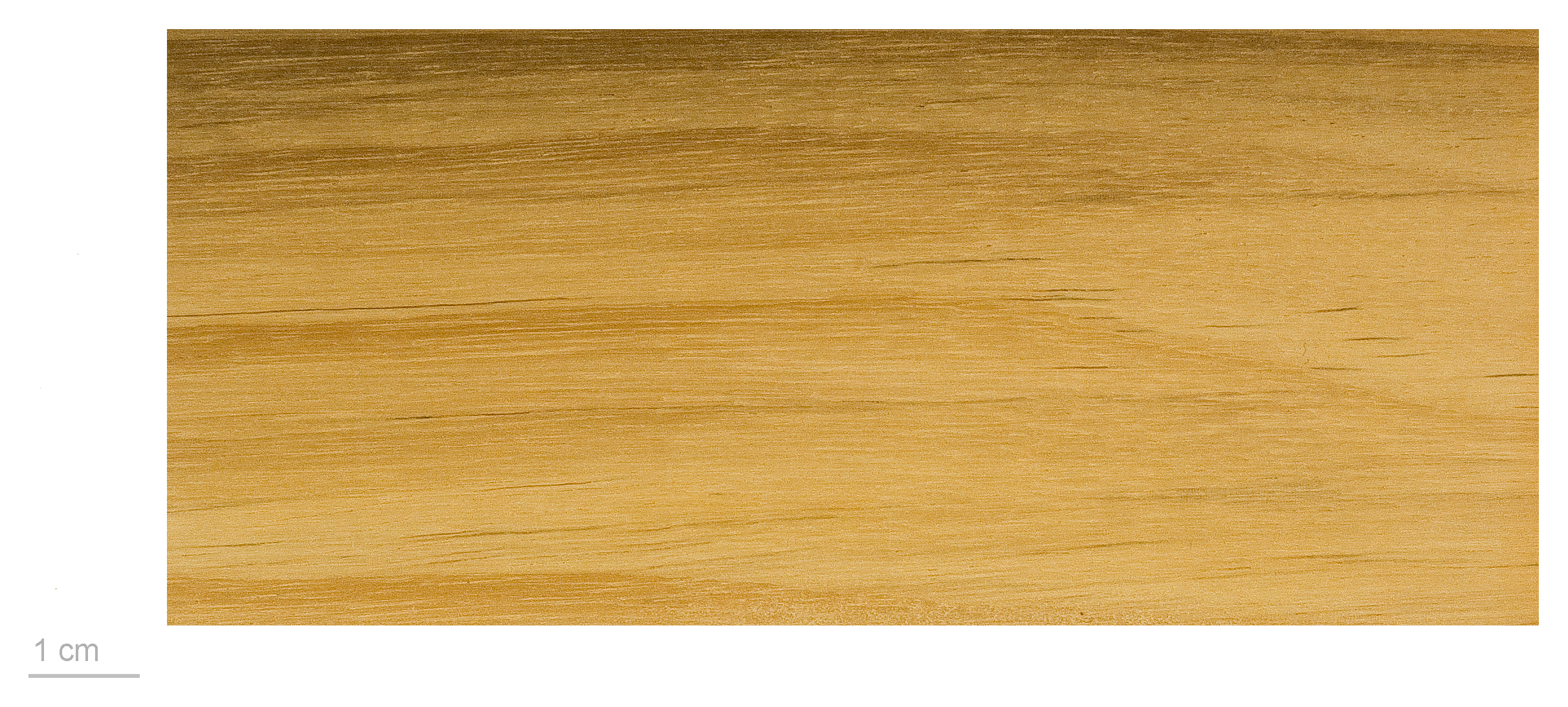
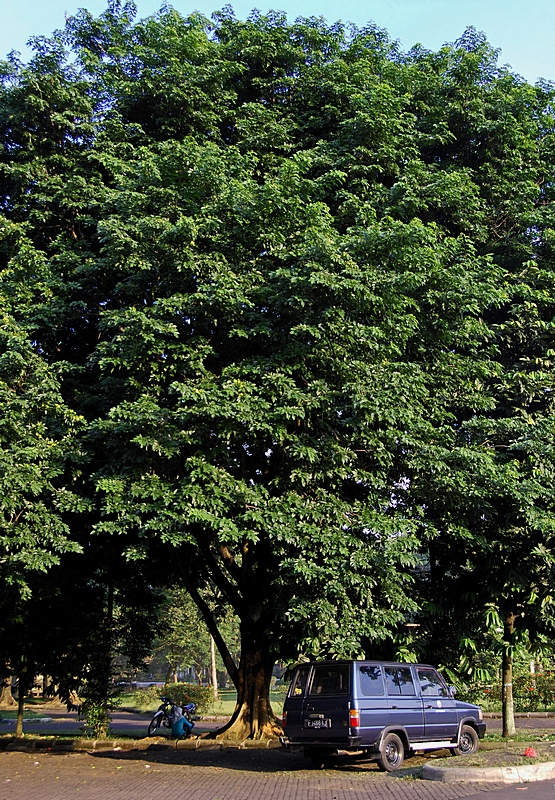
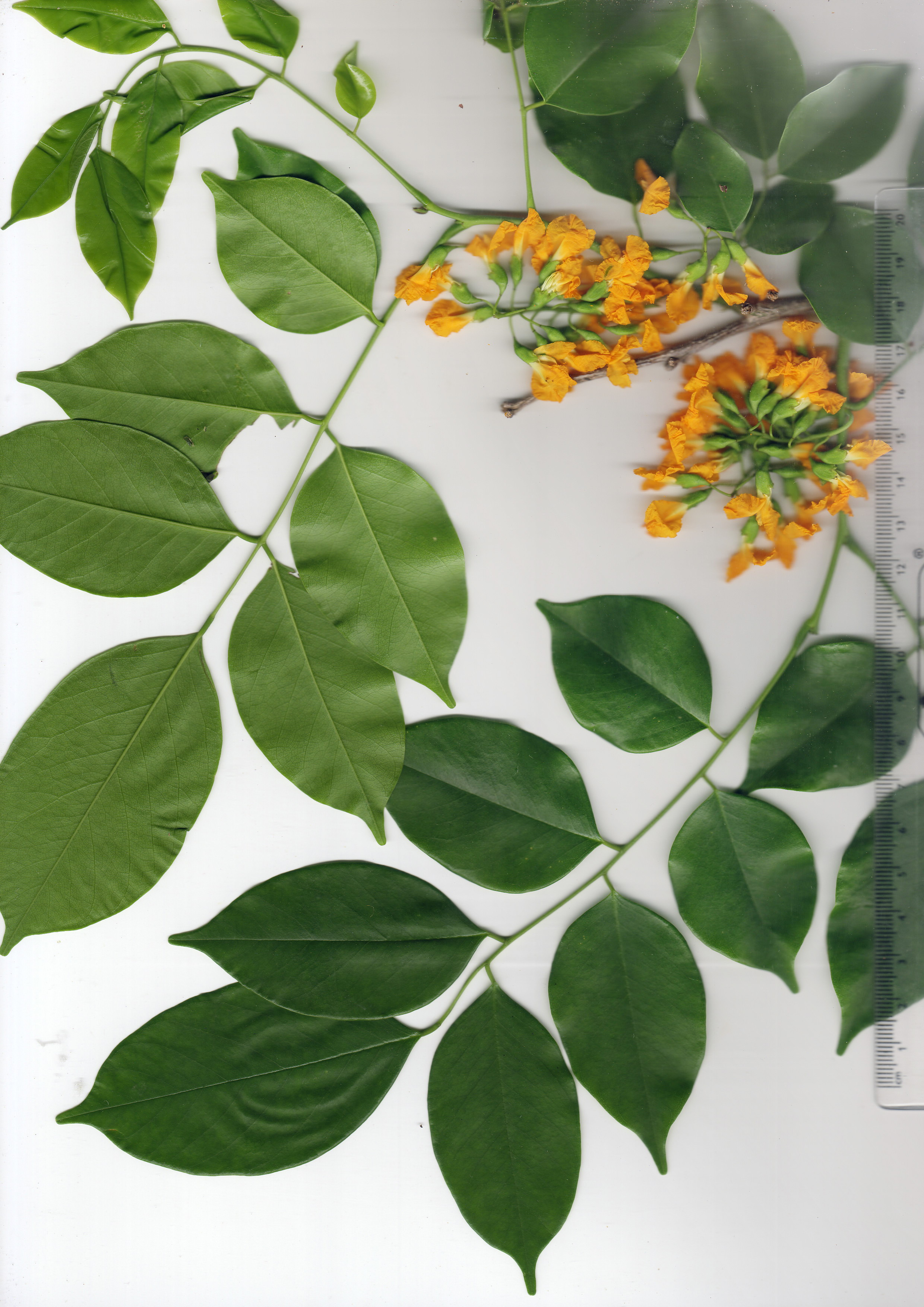
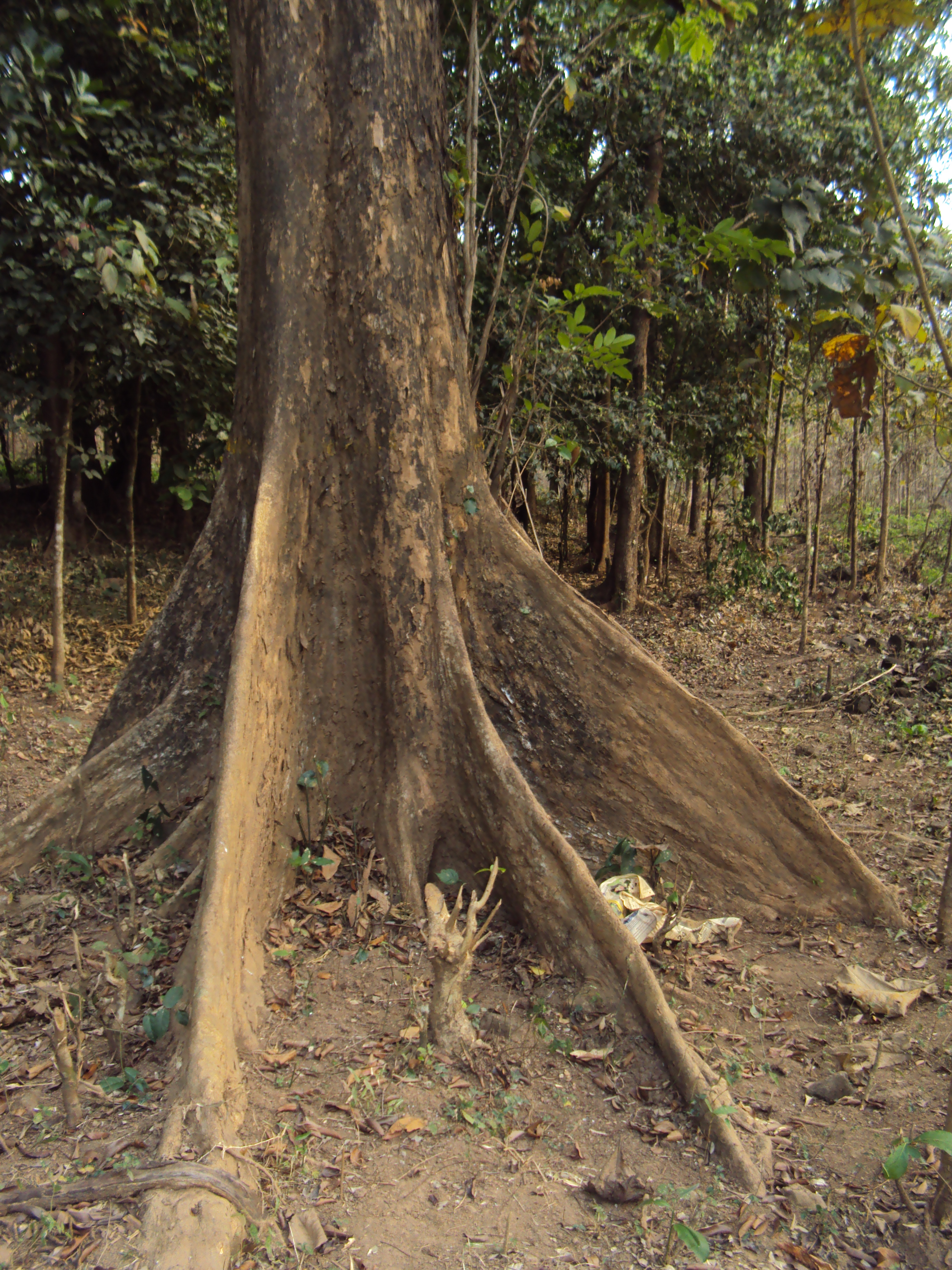
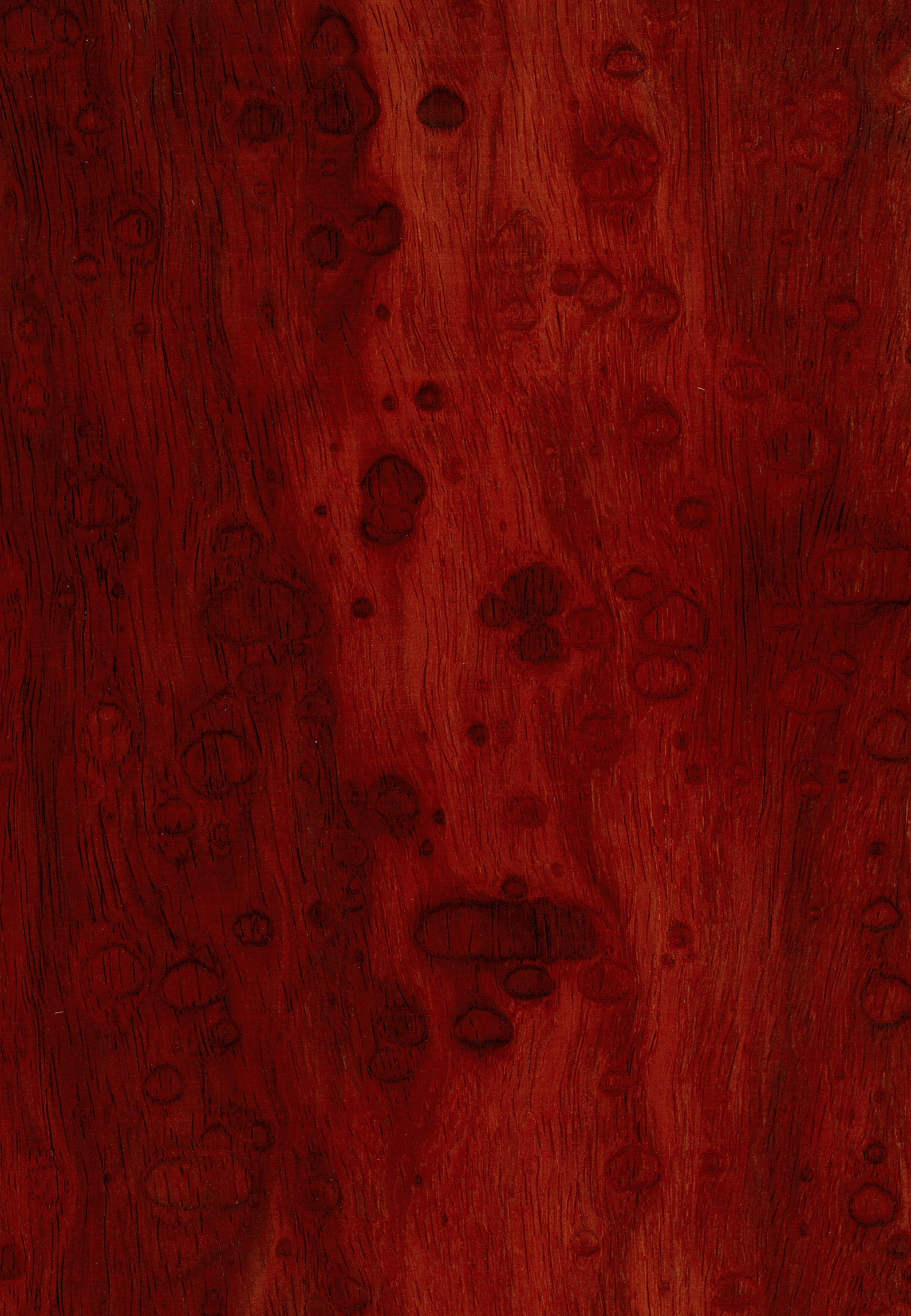
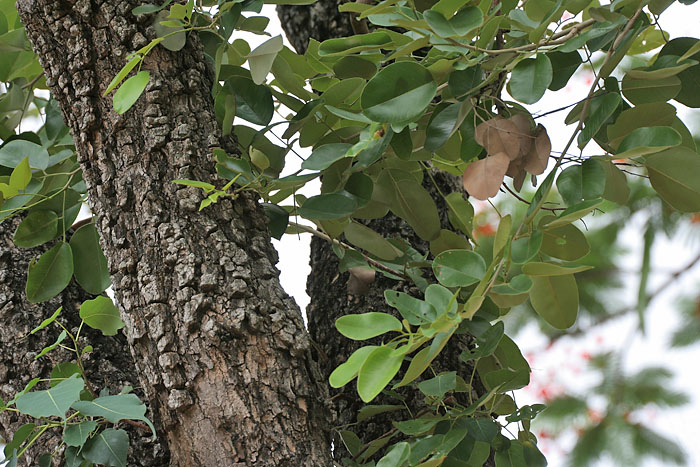

## Dottertaxa tillPterocarpus, i alfabetisk ordning[1]
- Pterocarpus acapulcensis
- Pterocarpus albopubescens
- Pterocarpus amazonum
- Pterocarpus angolensis
- Pterocarpus antunesii
- Pterocarpus brenanii
- Pterocarpus claessensii
- Pterocarpus dalbergioides
- Pterocarpus echinatus
- Pterocarpus erinaceus
- Pterocarpus gilletii
- Pterocarpus hockii
- Pterocarpus homblei
- Pterocarpus indicus
- Pterocarpus lucens
- Pterocarpus macrocarpus
- Pterocarpus marsupium
- Pterocarpus mildbraedii
- Pterocarpus mutondo
- Pterocarpus officinalis
- Pterocarpus orbiculatus
- Pterocarpus osun
- Pterocarpus rohrii
- Pterocarpus rotundifolius
- Pterocarpus santalinoides
- Pterocarpus santalinus
- Pterocarpus soyauxii
- Pterocarpus ternatus
- Pterocarpus tessmannii
- Pterocarpus tinctorius
- Pterocarpus velutinus
- Pterocarpus villosus
- Pterocarpus violaceus
- Pterocarpus zehntneri
- Pterocarpus zenkeri